# Mary Alice (Desperate Housewives)

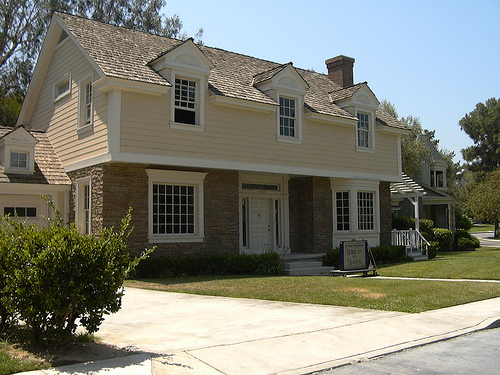
Casa de Mary Alice, su hijo y esposo en Wisteria Lane (Temporada 1)

Mary Alice Young (anteriormente Angela Forrest) es un personaje ficticio de la serie Desperate Housewives de ABC interpretado por Brenda Strong, que también narra los hechos de la serie. 
Mary Alice Young era amiga de "las desesperadas". Era sabia, positiva y aparentaba (o tenía) una vida perfecta, si obviamos el secreto que escondía.

## Información
"Mi nombre es Mary Alice Young. Cuando lean el periódico de esta mañana, tal vez se topen con un artículo sobre el inusual día  que tuve la semana pasada. Normalmente no hay nada sorprendente  en mi vida, pero todo cambió el jueves pasado. Claro que todo parecía muy normal al principio: preparé el desayuno de mi familia, hice mis quehaceres, terminé mis proyectos, hice mis encargos. En realidad, pasé el día como cualquier otro, puliendo silenciosamente la rutina de mi vida hasta que brillara con perfección, por eso fue tan asombroso para todos cuando decidí ir al armario de mi pasillo y tomar el revólver que nunca se había usado..."
Mary Alice Young

## Anteriormente
Hace 15 años, en 1990, cuando el nombre de Mary Alice era Angela Forrest, como no podía tener hijos compró un bebé, Dana, a Deirdre, una mujer adicta a la heroína, y huyó con su marido Todd (ahora Paul) a Fairview para proteger al niño (ahora Zach) de ser separado de sus nuevos padres. Cuando Deirdre los encontró, años después en 1993, Mary Alice se negó a devolverle el niño. Tras ser acusada de volver a las drogas, Deirdre golpeó a Paul y fue a buscar a su hijo. Mary Alice, en estado de shock, la asesinó e hizo a su horrorizado marido descuartizar el cuerpo, ponerlo en el cajón de juguetes de Zach, y enterrarlo en el patio trasero, donde la familia estaba construyendo una nueva piscina. Todo esto ocurrió mientras Zach, de 4 años, los observaba desde las escaleras. Más tarde, Martha Huber, vecina de Mary Alice, descubrió su secreto por medio de su hermana Felicia Tillman, quien había trabajado con Mary Alice y le escribió una nota para empezar a chantajearla.

## Primera temporada
Mary Alice aparentaba tener una vida perfecta, pero se suicidó al ver la nota de Martha Huber (Christine Estabrook) y de ahí en adelante narra los episodios descubriendo una vez muerta cosas que no se imaginaba de sus cuatro mejores amigas estando viva. Paul (Mark Moses) desentierra el cajón de juguetes con Deidre y lo lanza a un lago. Más tarde, cuando Paul descubre la causa del suicidio, mata a Martha, tras decirle a esta, que no sentía ningún remordimiento por el chantaje y sus consecuencias. Desde entonces, la vida de Zach y Paul se vuelve gris, silenciosa y siniestra. Mike (el antiguo novio de Deidre) obtiene esta información de Paul al que Mike deja en el desierto (en vez de asesinarle) tras darse cuenta de que Zach es su hijo. Mike fue enviado por un jefe de la mafia, que era padre de Deidre y que necesitaba un heredero por estar en peligro de muerte.

## Segunda temporada
Mientras tanto Paul Young se ve obligado a hacer que Zach vea a su abuelo biológico, Felicia vengándose por la muerte de su hermana (Martha Huber) se corta dos dedos, se saca sangre y la pone en la casa de Paul simulando un secuestro y causando que lo encarcelen. Paul recurre a Zach pidiéndole que le pida a su abuelo dinero, y Zach en la casa de su abuelo es amenazado por este de que si no lo desconecta y lo deja morir "no le dará las llaves del reino" (lo borrará de su testamento) entonces Zach lo mata haciéndole ver la vida con otra perspectiva.
Después, con el corazón de piedra que se forjó, le niega dinero a su padre y le dice que su abuelo no les dará dinero; tras colgar el teléfono le dice al mayordomo que le cambie el número.

## Tercera temporada
Paul se encuentra en la cárcel, y Mike llega ahí. Zach acepta ayudar a sacar de la cárcel a Mike, a cambio de una relación con Gabrielle, y aunque esta no acepta, lo ayuda.

## Cuarta temporada
En la cuarta temporada la familia Young no tiene ninguna historia, ni aparición, ni mención en el seriado a excepción del episodio 4x01 cuando se compara el suicidio de Edie con el de Mary Alice; sin embargo Mary Alice sigue narrando los episodios y aparece en el episodio 4x17 en la escena retrospectiva que revela el misterio de Katherine.

## Quinta temporada
En la quinta Temporada, Mary Alice reaparece en los flashbacks del 5x13 (episodio número 100 de la serie), y se ve cómo Eli fue la última persona con quien habló antes de quitarse la vida. Así mismo las narraciones continúan, aunque no hay mención de ningún otro Young.

## Trivia
- Antes de Desperate Housewives las actrices Brenda Strong (Mary Alice Young) y Marcia Cross (Bree Van De Kamp) participaron en la serie de la WB, Everwood.
- En Everwood, al igual que en Mujeres Desesperadas, la actriz interpreta a una ama de casa que muere en el primer capítulo de la serie y que da pie al desarrollo de esta.
- Alicia Oviedo es el nombre de las versiones argentina y colombo-ecuatoriana de Mary Alice, Alice Monteiro en Brasil y Alicia Arizmendi en la comunidad hispana de Estados Unidos. En esta última es interpretada por Lucía Méndez. En la versión argentina es interpretada por la actriz Cecilia Roth.
- En España el personaje de Mary Alice está doblada por Laura Palacios, en la colombo-ecuatoriana por Sofía Vergara y en el resto de América Latina está doblada por la ex-locutora de radio Fernanda Tapia.
- Existe una versión del capítulo piloto donde el papel de Mary Alice Young es interpretado por Sheryl Lee (Laura Palmer).

- Datos: Q1073372